# Google Page Creator
Google Page Creator var en tjänst som tillhandahölls av det amerikanska företaget Google. Med hjälp av denna tjänst var det möjligt att skapa webbsidor utan HTML-kunskap.
I september 2008 meddelande Google att det inte skulle accepteras nya registreringar till Google Page Creator, utan Google uppmuntrade användare att använda Google Sites istället. Tjänsten lades ner 2009, samtidigt som befintliga publicerade sidor migrerades till Google Sites.